# Elección al Senado de los Estados Unidos en California de 2024
La elección del Senado de los Estados Unidos de 2024 en California se llevó a cabo el 5 de noviembre de 2024 para elegir a un miembro del Senado de los Estados Unidos para representar al Estado de California. La senadora demócrata titular de cinco mandatos Dianne Feinstein fue reelegida en las elecciones de 2018 con el 54,2% de los votos, sin embargo, murió en 2023 y fue reemplazada por la activista demócrata Laphonza Butler.
Esta sería solo la segunda carrera abierta para el Senado en California en los últimos treinta años, y la primera carrera abierta para el escaño de Clase I desde 1982.